# Championnat d'Afrique masculin de volley-ball 1971
Navigation
Championnat d'Afrique 1967 Championnat d'Afrique 1976
Le 2er championnat d'Afrique masculin de volley-ball s'est déroulé en juillet 1971 au Caire, Égypte. Il a mis aux prises les sept meilleures équipes continentales.

## Équipes engagées
- Cameroun
- Côte d'Ivoire
- Égypte
- Madagascar
- Sénégal
- Togo
- Tunisie

## Résultats des rencontres de la Tunisie
Tunisie/Égypte B :      3/0-(15/12-15/13-18/8)
Tunisie/Madagascar : 3/0-(15/11-15/11-15/9)
Tunisie/Sénégal :       3/1-(15/11-10/15-15/10-15/5)
Tunisie/Cameroun :    3/0-(15/4-15/7-15/12)
Tunisie/Égypte A :      3/2-(15/7-12/15-13/15-15/11-15/5)-finale

### Classement final
| Place              | Équipe        |
| ------------------ | ------------- |
| Médaille d'or      | Tunisie       |
| Médaille d'argent  | Égypte        |
| Médaille de bronze | Madagascar    |
| 4                  | Cameroun      |
| 5                  | Sénégal       |
| 6                  | Côte d'Ivoire |
| 7                  | Togo          |

## Vainqueur
| Championnat d'Afrique de volley-ball — Vainqueur 1971 |
| ----------------------------------------------------- |
| Tunisie Deuxième titre                                |